# 3951 Zichichi
3951 Zichichi è un asteroide della fascia principale. Scoperto nel 1986, presenta un'orbita caratterizzata da un semiasse maggiore pari a 2,3390067 UA e da un'eccentricità di 0,1750673, inclinata di 5,42012° rispetto all'eclittica.
L'asteroide è dedicato al fisico Antonino Zichichi.